# Tass (Hungría)
Tass es un pueblo y municipio en el condado de Bács-Kiskun, en la región de la Gran Llanura del Sur en el sur de Hungría.

## Geografía
Tiene una superficie de 74,73 kilómetros cuadrados y un total de 2 834 hbaitantes en 2024.

## Galería

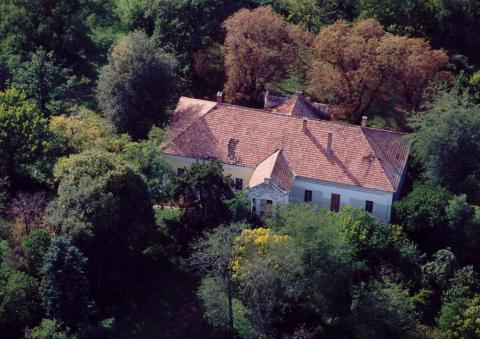
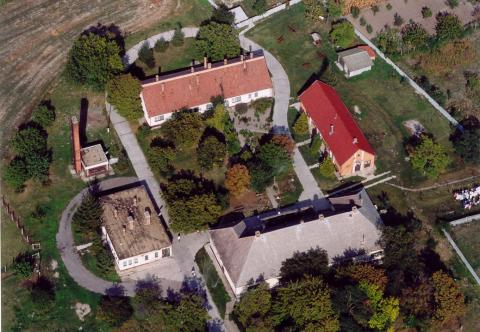
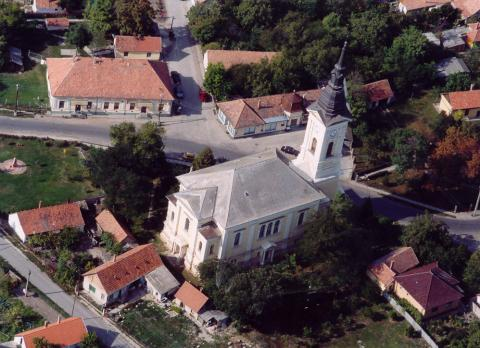